# Jonathan Rowson
Jonathan Rowson (* 18. April 1977 in Aberdeen) ist ein schottischer Schachspieler. Als dritter Schotte nach Paul Motwani und Colin McNab trägt er seit 1999 den Titel eines Großmeisters.

## Schachkarriere
Rowson erzielte schon als Jugendlicher beachtliche Erfolge im Schach, trotz gesundheitlicher Beeinträchtigung durch einen im Alter von sechs Jahren diagnostizierten Typ I Diabetes mellitus.
Er gewann jeweils die Silbermedaille bei der Europameisterschaft U18 (1995) und U20 (1997). 1999, 2001 und 2004 wurde er schottischer Landesmeister. 2002 belegte er den geteilten ersten Platz beim World Open in Philadelphia. 2004 gewann er das Traditionsturnier in Hastings sowie die Meisterschaft von Großbritannien. Diesen Titel verteidigte er 2005 und 2006 erfolgreich.
1996, 2000, 2002, 2004, 2006 und 2008 spielte er bei Schacholympiaden für die schottische Nationalmannschaft. In der deutschen Schachbundesliga spielte er von 2000 bis 2002 für die Solinger SG 1868. Bei der britischen Mannschaftsmeisterschaft 4NCL spielte er in der Saison 1996/97 für Northumbria, von 1997 bis 1999 für die Midland Monarchs beziehungsweise Bigwood (der Verein wurde 1998 umbenannt), von 1999 bis 2009 für Guildford A&DC (wobei er in der Saison 2002/03 nicht zum Einsatz kam), von 2009 bis 2011 für Pride and Prejudice und seit 2011 für Wood Green Hilsmark Kingfisher. Rowson gewann 1998, 2004, 2007, 2008, 2011 und 2012 die 4NCL. In der niederländischen Meesterklasse spielte Jonathan Rowson in der Saison 2000/01 für Schaakstad Apeldoorn. In der französischen Top 16 spielte Rowson in der Saison 2004/05 bei Reims Echec et Mat, in der Saison 2005/06 bei Echiqiuer Nanceien und in der Saison 2007/08 bei A.J.E. Noyon. In der belgischen Interclubs spielte er in den Saisons 2005/06 und 2006/07 je einen Wettkampf für Koninklijke Gentse Schaakkring Ruy Lopez.

## Akademische Karriere
Neben seinen schachlichen Aktivitäten studierte Rowson PPE an den Universitäten Oxford und Harvard. Er schloss das Studium mit dem Master ab und begann 2005 an der Universität Bristol die Arbeit an seiner Dissertation. Mittlerweile arbeitet er als Direktor des Social Brain Center der Royal Society of Arts.

## Autor
Rowson ist ein bekannter Schachtrainer und -autor. Er veröffentlichte bisher neben zahlreichen Aufsätzen drei Schachbücher:
- Understanding the Grünfeld (1999, ISBN 1-901983-09-9) über die Grünfeld-Indische Verteidigung
- The seven deadly chess sins (2000, ISBN 1-901983-36-6), deutsche Übersetzung: Die sieben Todsünden des Schachspielers (2003, ISBN 1-904600-05-0)
- Chess for zebras (2005, ISBN 1-901983-85-4), deutsche Übersetzung: Schach für Zebras

In den neueren Büchern befasst er sich in erster Linie mit Denkprozessen und psychologischen Faktoren im Schach. 2019 veröffentlichte er das Buch The moves that matter: a chess grandmaster on the game of life (ISBN 978-1-5266-0386-9).
Außerdem schreibt er in der Zeitschrift New In Chess die Kolumne Rowson’s Reviews, in der er Schachbücher rezensiert.